# AIF Allianz für Industrie und Forschung
Die AIF Allianz für Industrie und Forschung e. V. (bis 2024 Arbeitsgemeinschaft industrieller Forschungsvereinigungen „Otto von Guericke“), zumeist nur kurz AIF (früher AiF), ist ein Netzwerk von 59 Forschungsvereinigungen aus der Industrie und Dienstleistungsunternehmen, das angewandte Forschung und Entwicklung der mittelständischen Wirtschaft fördert. 

## Struktur
Die AIF ist als Verein organisiert und beim Amtsgericht Köln mit der Registernummer 4218 eingetragen. Er fungiert als Dachverband von 59 gemeinnützigen Forschungsvereinigungen mit mehr als 50 000 überwiegend kleinen und mittleren Unternehmen und 1200 beteiligten Forschungsstellen. Vereinsorgane sind Mitgliederversammlung, Präsidium, Senat, Wissenschaftlicher Rat und Gutachtergruppen.
Der Verein hat zwei einhundertprozentige Tochtergesellschaften: die AiF Projekt GmbH wurde u. a. mit dem Zweck der Abwicklung von Forschungsprojekten, der technischen Beratung sowie Eventmanagement im Jahr 2010 gegründet und hat ihren Sitz in Berlin, wo es bereits seit 1990 eine AiF-Außenstelle zur Einbindung der neuen Bundesländer in die industrielle Gemeinschaftsforschung gab.
Die AiF Projekt GmbH mit ihren 135 Mitarbeiterinnen und Mitarbeitern (Stand 2022) sieht sich selbst in erster Linie als Projektträgerin, Gutachterin und Mentorin und ist beispielsweise „beliehener Projektträger“ des BMWK für das Kooperationsmodul des Zentralen Innovationsprogramms Mittelstand (ZIM-KOOP), das heißt, es führt eine öffentlich-rechtliche Verwaltungstätigkeit für das Bundesministerium aus.
Denselben Zweck hat die 2011 gegründete AiF Forschung Technik Kommunikation GmbH, kurz Aif FTK mit ihren sechs Beschäftigten (Stand 2022) am Hauptsitz des Vereins in Köln. Die AiF FTK befasst sich in der Praxis eher mit Begutachtungsmanagement sowie Vernetzung von sich als innovativ verstehender Personen, Unternehmen und Einrichtungen. Das Unternehmen war Projektträger des Bundesministeriums für Bildung und Forschung und koordiniert im Auftrag der EU-Kommission ein europäisches Forschungsnetzwerk.

## Geschichte
Die AIF wurde am 22. Juni 1954 im „Haus der Länder“ in Königstein im Taunus auf eine gemeinsame Initiative von Industrie und Staat gegründet, um zusammen ideelle und materielle Ziele auf dem Feld der Gemeinschaftsforschung zu verfolgen. Vertreter von acht Forschungsvereinigungen unterzeichneten das Protokoll der Gründungsversammlung sowie die Satzung der AIF. Zum ersten Präsidenten der AiF wurde Martin Westermann gewählt. Bis zur ersten ordentlichen Mitgliederversammlung der AIF am 27. Oktober 1954 in Wiesbaden traten der AIF weitere zwölf Forschungsvereinigungen bei. Die Zahl der Mitglieder wuchs stetig an und beläuft sich aktuell auf 59 Forschungsvereinigungen.
Die 13. Mitgliederversammlung der AIF am 5. Dezember 1966 in Bad Godesberg kürte Otto von Guericke, den Begründer der Vakuumtechnik, zum Namenspatron der AiF.
1974 wurde in Köln unter maßgeblicher Mitwirkung der AIF die „Federation of European Industrial Co-operative Research Organizations“ (FEICRO) als europäische Dachorganisation für Industrielle Gemeinschaftsforschung gegründet. Die FEICRO ging 1999 in der neu gegründeten „European Association of Research and Technology Organisations“ (EARTO) auf.
1978 wurde die AIF erstmals als Projektträger der öffentlichen Hand für firmenspezifische Fördermaßnahmen zugunsten kleiner und mittlerer Unternehmen tätig.
Am 15. November 1990, kurz nach der deutsch-deutschen Wiedervereinigung, wurde die Berliner Außenstelle der AIF eröffnet.
Ab 1995 entstand mit der AIF als Projektträger des Bundes das später sogenannte „intec.net“, ein Netzwerk von Kontaktstellen für internationale Technologiekooperationen des Mittelstands, das bis zu seinem Auslaufen Ende 2008 insgesamt 15 solcher Kontaktbüros in elf Ländern Mittel- und Osteuropas sowie in Indien und China umfasste. 1996 übernahm die AIF die Projektträgerschaft des Bundes für die Förderung von Forschung an Fachhochschulen. Diese Rolle hatte sie bis Mitte 2012 inne.
Am 1. Januar 2010 wurde die AiF Projekt GmbH als einhundertprozentige Tochter des Vereins gegründet. Im Mai 2011 wurde eine weitere einhundertprozentige Tochtergesellschaft des AiF e. V. mit dem Namen „AiF Forschung • Technik • Kommunikation GmbH“ (AiF F•T•K GmbH) gegründet. 
Bis zum Jahr 2023 war die AIF 70 Jahre lang ein Träger der Industriellen Gemeinschaftsforschung, bei der sich Unternehmen „vorwettbewerblich“ für gemeinsame Forschung zusammentun. Im Jahr 2023 hat das Bundesministerium für Wirtschaft und Klimaschutz entschieden, die Industrielle Gemeinschaftsforschung dem Projektträger des Deutschen Zentrums für Luft- und Raumfahrt zu übergeben. Nach einer strategische Neuausrichtung im Jahr 2024 legt die umbenannte Allianz ihren Fokus „auf ihre Rolle als Forschungs- und Transfernetzwerk sowie als Schnittstelle zwischen Forschung, Industrie und Politik“, der neue Name soll „das Engagement der AIF für die Industrieforschung in Deutschland“ verdeutlichen.

## Mitglieder
Ordentliche Mitglieder der AiF sind 59 industriegetragene, gemeinnützige Forschungsvereinigungen, die – laut Satzung – „die Industrielle Gemeinschaftsforschung fördern oder betreiben und dafür auch Eigenleistungen in angemessener Höhe aufbringen.“ Gründungsmitglieder von 1954 waren etwa Forschungsvereinigungen aus Blechverarbeitung, Ernährungsindustrie, Gießereitechnik, Graphisches Gewerbe, Gesamttextil, Übermikroskopie, Verfahrenstechnik und Ziegeleierzeugnisse.
Etwa ein Drittel der Forschungsvereinigungen unterhält nach Angaben des Dachverbands eigene Forschungseinrichtungen (Institute). Das Themenspektrum der AIF-Mitglieder reicht von der Materialforschung über die Biotechnologie bis zu den Informations- und Kommunikationstechnologien.

## Förderprogramme
Bis zum Jahr 2023 hat das AIF die Industriellen Gemeinschaftsforschung (IGF) für das Bundesministeriums für Wirtschaft und Klimaschutz inhaltlich und organisatorisch betreut. Das Programm wurde von dem Ministerium neu ausgeschrieben und den Zuschlag erhielt der Projektträger des Deutschen Zentrums für Luft- und Raumfahrt. Die AIF stellte sich mit dem Verlust des Programms vollständig neu auf und entließ einen großen Teil seiner Mitarbeiter.
Beim Zentralen Innovationsprogramm Mittelstand (ZIM) handelt es sich um ein technologieoffenes Forschungsförderungsprogramm des Bundesministeriums für Wirtschaft und Klimaschutz, bei dem die AiF Projekt GmbH beliehener Projektträger für Kooperationsprojekte sowie für übergreifende Fragen und internationale Forschungs- und Entwicklungskooperationen ist.
Die Bescheinigungsstelle Forschungszulage (BSFZ) wird von der Projekt GmbH gemeinsam mit zwei weiteren Konsortialpartnern im Auftrag des Bundesministerium für Bildung und Forschung betrieben.

## Kritik
Im Jahr 2015 hat der Bundesrechnungshof in einem Prüfbericht dem Bundeswirtschaftsministerium einen „systembedingten Interessenkonflikt“ der Arbeitsgemeinschaft industrieller Forschungsvereinigungen offengelegt. Das AiF agiere zwar als Projektträger, es gebe jedoch eine hohe Motivation, die eigenen Mitglieder mit der Förderung zu begünstigen. Dies sei ein Interessenskonflikt. Daher wurde der Vertrag mit dem AIF e. V. zum 31. Dezember 2023 gekündigt und die Förderung wird erstmals gemäß den geltenden Vergaberegeln ausgeschrieben. Die Ausschreibung gewann der DLR Projektträger.

## Forschungspreis
Von 1997 bis 2023 vergab die AiF jährlich den mit 10.000 € dotierten „Otto von Guericke“-Preis, der herausragende Leistungen auf dem Gebiet der Industriellen Gemeinschaftsforschung (IGF) kleiner und mittlerer Unternehmen würdigt, die sowohl die Forschung als auch die Umsetzung bis hin zur praktischen Anwendung umfassen.

## Ehrenamtliche Präsidenten
Quelle:
- 1954–1958: Martin Westermann
- 1958–1962: Hermann Rathert
- 1962–1968: Herbert Stussig
- 1969–1974: Günter Peddinghaus
- 1975–1978: Nikolaus Fasolt
- 1978–1982: Carl-Otto Bauer
- 1982–1986: Erwin Müller
- 1987–1992: Otto H. Schiele
- 1993–2001: Hans Wohlfart
- 2002–2007: Johann Wilhelm Arntz
- 2008–2012: Thomas Gräbener
- 2012–2017: Yvonne Karmann-Proppert
- 2018–2022: Sebastian Bauer
- 2023: Klaus Nassenstein

## Ausgewählte Forschungsvereinigungen der AIF

### Forschungskreis der Ernährungsindustrie (FEI)
Der gemeinnützige Forschungskreis der Ernährungsindustrie e. V. (FEI) wurde 1953 gegründet und hat seinen Sitz in Bonn. Er sieht sich als einzige Forschungsorganisation, die für alle Branchen der deutschen Lebensmittelwirtschaft tätig ist und hat Unternehmen, Wirtschaftsverbände der deutschen Lebensmittelindustrie, des Lebensmittelhandwerks sowie der Zulieferindustrie als Mitglieder.
Der FEI koordiniert jährlich rund 100 Projekte der Industriellen Gemeinschaftsforschung (IGF), organisiert Tagungen und veröffentlicht verschiedene Publikationen für Fachleute. Auch IGF-Projekte, die der FEI koordinierte, wurde mehrfach mit dem Otto-von-Guericke-Preis ausgezeichnet; der FEI e. V. vergibt selbst den Friedrich-Meuser-Forschungspreis als Dissertationspreis für den wissenschaftlichen Nachwuchs.

### Verein für das Forschungsinstitut für Edelmetalle und Metallchemie (fem)
Das Forschungsinstitut für Edelmetalle und Metallchemie ist ein Institut, das 1922 von der Industrie, dem Land Württemberg und der Stadt Schwäbisch Gmünd gegründet wurde. Träger ist der Verein für das Forschungsinstitut e. V.

### Europäische Forschungsgesellschaft Dünne Schichten (EFDS)
Die Europäische Forschungsgesellschaft Dünne Schichten e. V. (EFDS) ist der gemeinnützige Branchenverein der vakuum- und plasmagestützten Oberflächentechnik. Sie wurde 1992 gegründet, hat ihren Sitz in Dresden und hat (Stand 2021) rund 200 Mitglieder, darunter Unternehmen, Forschungsinstitute und Privatpersonen.
Die Europäischen Forschungsgesellschaft Dünne Schichten und ihre Mitglieder arbeiten in Projekten der Industriellen Gemeinschaftsforschung (IGF), beim Technologietransfer und bei der Vorbereitung von Veranstaltungen eng mit Unternehmen, Forschungseinrichtungen und Verbänden dieser Branchen zusammen, wie dem Fahrzeugbau, Maschinen- und Anlagenbau, Werkzeugtechnik, Kunststofftechnik, Optik und Feingerätetechnik, Solartechnik, Gebäudeverglasung und Lichttechnik, Mikroelektronik und Datenspeichertechnik, Medizintechnik, Verbrauchsgüterindustrie.